# 神戸市立横尾中学校
神戸市立横尾中学校（こうべしりつ よこおちゅうがっこう）は、兵庫県神戸市須磨区にある公立中学校。

## 概要
1970年代から開発が始まった、須磨ニュータウン横尾団地の中に位置している。
完成当時は、各学年7クラス、全校生徒も700人近くいた。
近隣住民や在校生、卒業生からは「横中」（よこちゅう）または、「横尾」と略して呼ばれることが多い。

## 沿革
- 1979年6月13日 - 起工式
- 1980年4月1日 - 神戸市立飛松中学校、神戸市立白川台中学校より分離独立
- 1980年4月9日 - 第一回入学式、生徒203名
- 1981年8月20日 - 二号館新築工事完了
- 1985年2月28日 - 二号館増築工事完成
- 1988年3月17日 - 三号館（オアシス館）新築工事完了
- 2008年11月 - 耐震工事完了
- 2013年10月 - 一号館、二号館空調設置工事完了
- 2014年3月 - 二号館屋上、ソーラーパネル設置工事完了
- 2015年3月 - 給食配膳室設置工事完了

## 日常指針
人生は旅
（心のオアシス）
- オ はよう（親愛の心）
- ア りがとう（感謝の心）
- シ つれい（尊敬の心）
- ス みません（反省の心）

## 部活動

### 運動部
- 野球部
- 陸上競技部
- ソフトテニス部
- バスケットボール部
- ハンドボール部
- 女子バレーボール部

### 文化部
- 吹奏楽部
- 美術部
- 情報メディア部

## 進学前小学校
出典
- 神戸市立妙法寺小学校
- 神戸市立横尾小学校

## 周辺
- 妙法寺川
- 毘沙門山妙法寺
- 須磨アルプス
- 横尾山
- 啓明学院高等学校

## 卒業生
- 石本文人
- 山之内すず

## 交通アクセス
- 神戸市営地下鉄西神・山手線 妙法寺駅から徒歩約15分
- 神戸市営バス75系統 横尾2丁目バス停から徒歩約5分